# Dogs (utwór muzyczny)
Dogs – utwór grupy Pink Floyd pochodzący z płyty Animals. Powstał on jeszcze w 1974  i był wykonywany podczas trasy Dark Side of the Moon jako „You've Got to Be Crazy”. Tekst został zmieniony, by współgrać tematycznie z resztą albumu. W ścieżkę muzyczną zostało kilkakrotnie wplecione szczekanie i wycie psów przetworzone przez sekwencer. 
Piosenka jest jedynym utworem na płycie, napisanym nie tylko przez Rogera Watersa – muzykę w głównej mierze skomponował David Gilmour.
Utwór opowiada o bezwzględnym biznesmenie, dla którego sensem życia jest wspinaczka po drabinie awansów w korporacji i zdobywanie władzy, tylko po to, by ostatecznie umrzeć jako smutny i samotny człowiek. Ostatnia zwrotka utworu zawiera pytania zaczynające się od „Kto”, przypominające słynny wiersz Allena Ginsberga „Skowyt”, choć Waters odżegnywał się od inspiracji tym tekstem.